# L'Agonie des aigles (film, 1933)
Pour les articles homonymes, voir L'Agonie des aigles.
Pour plus de détails, voir Fiche technique et Distribution.
L'Agonie des aigles est un film français réalisé par Roger Richebé, sorti en 1933.

## Synopsis
En 1822, sous la Restauration, un an après la mort de Napoléon Ier, des demi-solde restés fidèles à l'empereur conspirent dans l'espoir de mettre Napoléon II sur le trône de France. Mais leur chef, le colonel de Montander, tombe dans un piège tendu par le préfet de police : il s'éprend de la comédienne Lise Dorian sans savoir qu'elle collabore avec la police pour venger la mort de son amant, le lieutenant de Breuilly, tué en duel par un des conspirateurs : le capitaine Doguereau.
Après que Lise est parvenu à dérober des documents compromettants au domicile du colonel de Montander, celui-ci et sept de ses plus proches complices sont cernés par un bataillon alors qu'ils participaient à une réunion. Ils décident de se faire sauter sur place avec un baril de poudre pour éviter le procès, mais Lise les rejoint, avoue sa trahison, et finit par les convaincre de se rendre.
Devant le tribunal, Lise témoigne en leur faveur après avoir découvert avec stupeur que son amant, le lieutenant de Breuilly, appartenait à la police secrète, et avait fait fusiller un des complices des conspirateurs à Nantes. Mais ceux-ci se montrent délibérément narquois et provocateurs au procès, car ils tiennent à être condamnés à mort pour devenir des martyrs.
Ils obtiennent satisfaction, à l'exception du commandant Thiéry, qui écope de 15 ans de forteresse parce qu'il est aveugle. Désireux de partager le sort de ses compagnons, Thiéry se suicide dans le box lors de l'énoncé du verdict en avalant un poison. Bien que Joseph de Villèle ait obtenu du roi Louis XVIII que les sept peines de mort prononcées soient commuées en 10 années de forteresse, les condamnés refusent de signer leur recours en grâce, et ils sont fusillés dès le lendemain en uniforme, sans avoir à subir au préalable la cérémonie infamante de la dégradation militaire.

## Fiche technique
- Titre : L'Agonie des aigles
- Réalisation : Roger Richebé
- Scénario : Marcel Pagnol, d'après le roman épique de Georges d'Esparbès, Les Demi-solde, publié en 1899
- Dialogues : Marcel Pagnol
- Décors : Georges Wakhévitch, Marc Lauer
- Costumes : Jacques Heim
- Photographie : André Dantan, Julien Coutelen, Roger Forster, Enzo Riccioni
- Son : Marcel Courmes
- Musique : Vincent Scotto
- Montage : Jean Mamy
- Pays de production : France
- Format : Noir et blanc – Son mono – 1,37:1
- Genre : Drame
- Durée : 125 minutes
- Date de sortie : 
  - France : novembre 1933[1]

## Distribution
- Annie Ducaux : Lise Dorian
- Pierre Renoir : le colonel Gérard de Montander
- Constant Rémy : le capitaine Jean-Baptiste Doguereau
- Louis Zellas : le capitaine Chouard
- Jean Debucourt : le lieutenant Pascal de Breuilly
- Marcel André : le préfet de Police
- Berthe Fusier : la comtesse d'Ormesson
- Gustave Berthier : le président du tribunal
- Christian Argentin : le ministre Joseph de Villèle
- Léo Courtois : Adolphe Gustave Goglu
- Georges Prieur : Grandaye
- Antoine Balpêtré : le commandant Thiéry
- Philippe Rolla : le lieutenant Louis-César Huguenin
- Marc Valbel : le lieutenant Louis-Charles Triaire
- Romain Bouquet : l'avocat
- Geymond Vital : le messager de Nantes
- Daniel Lecourtois : le jeune aristocrate
- Florent Di Crado : le policier

## Autour du film
- Le roman d'Esparbès connut plusieurs adaptations au cinéma, notamment celle, muette, de Bernard-Deschamps et Julien Duvivier, en 1922. D'après l'historien Jean Tulard, celle de Roger Richebé est la meilleure version de l'œuvre[2].